# Hixon (Wisconsin)
Hixon – miasto w Stanach Zjednoczonych, w stanie Wisconsin, w hrabstwie Clark.